# Webaskola smithii
Webaskola smithii är en insektsart som beskrevs av Baker 1900. Webaskola smithii ingår i släktet Webaskola och familjen dvärgstritar. Inga underarter finns listade i Catalogue of Life.